# Фестон (архитектурный элемент)

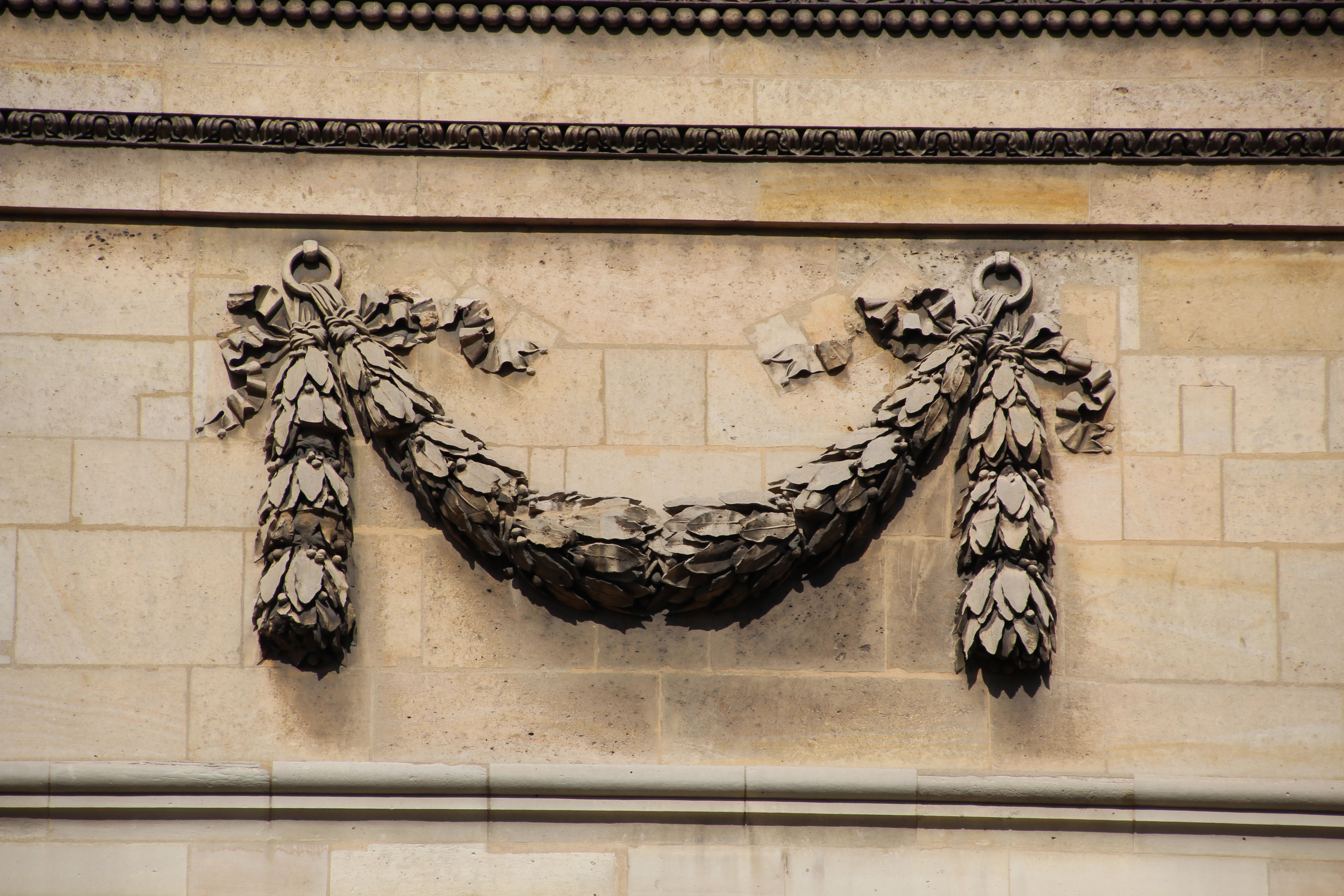
Фестон в архитектуре. Здание Пантеона, Париж

Фесто́н (фр. feston, итал. festone, от лат. festus — праздничный) — декоративный элемент в архитектуре. Изображается в виде гирлянды, перевязанной лентами. Иногда наряду с этим могут изображаться черепа животных или маски (т. н. «букраний» и «маскарон» соответственно). Мотив фестона происходит от древнеримских украшений, когда листья, цветы или фрукты обвязывали лентами.

## Происхождение
Происхождение этого декоративного мотива, вероятно, связано с изображениями в камне гирлянд из живых цветов, которые подвешивали над дверным проемом в праздничные дни или украшали ими алтари и надгробия. Мотив гирлянды использовался как древними греками, так и римлянами, и служил главным украшением алтарей, фризов и панно.

## Галерея

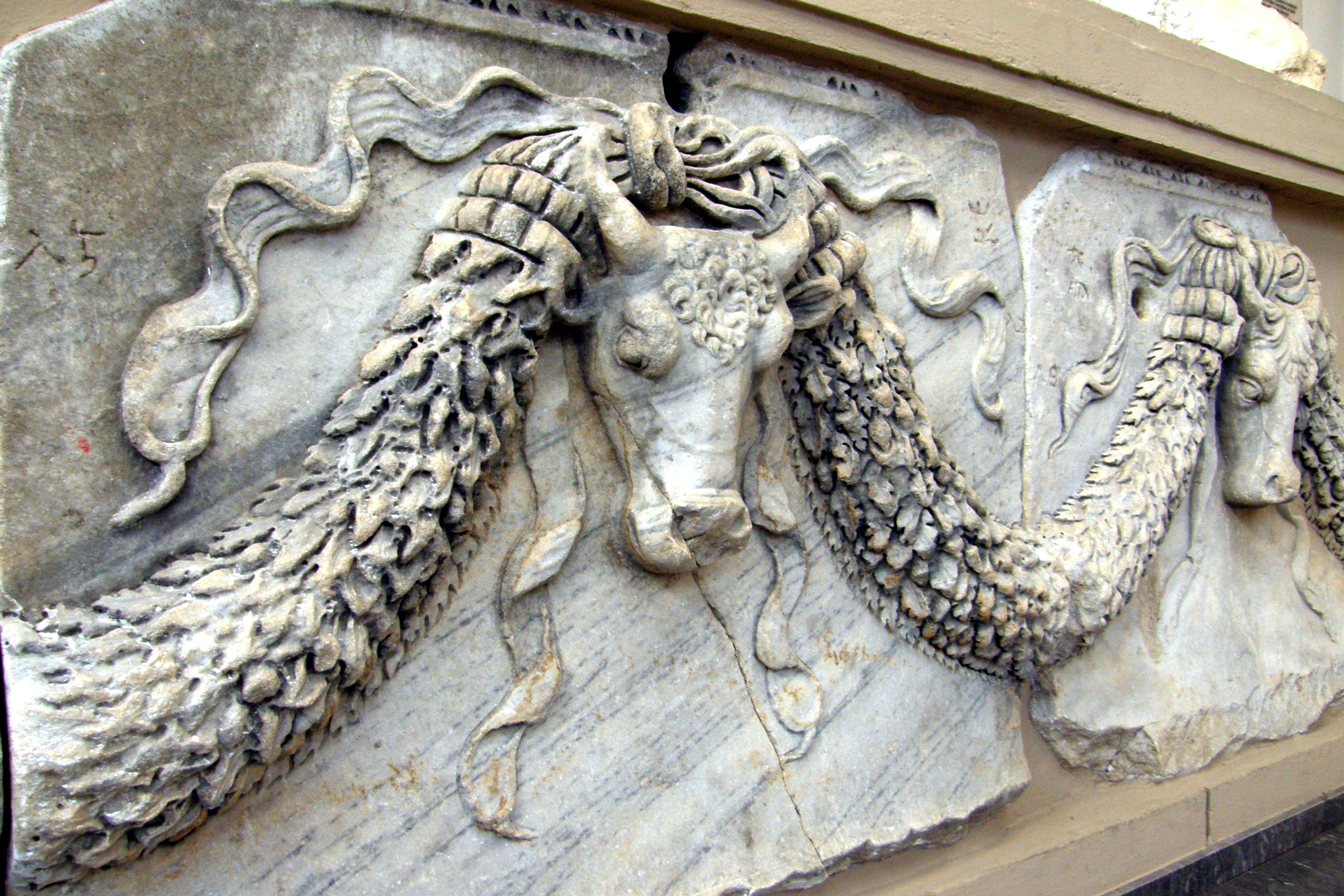
Фриз с фестонами и букраниями. Сельчук, Турция. Археологический музей, Эфес
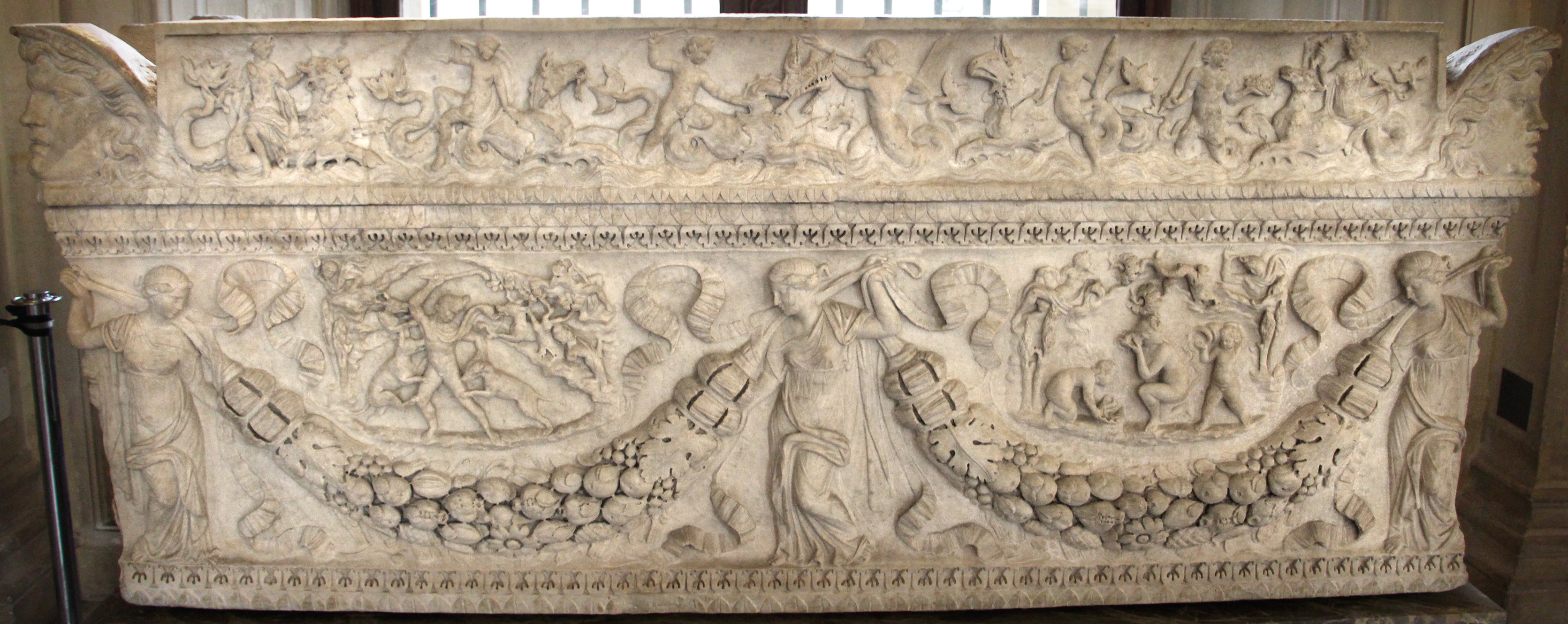
Древнеримский саркофаг с двумя фестонами. Ок. 125–130 гг. н.э. Лувр, Париж
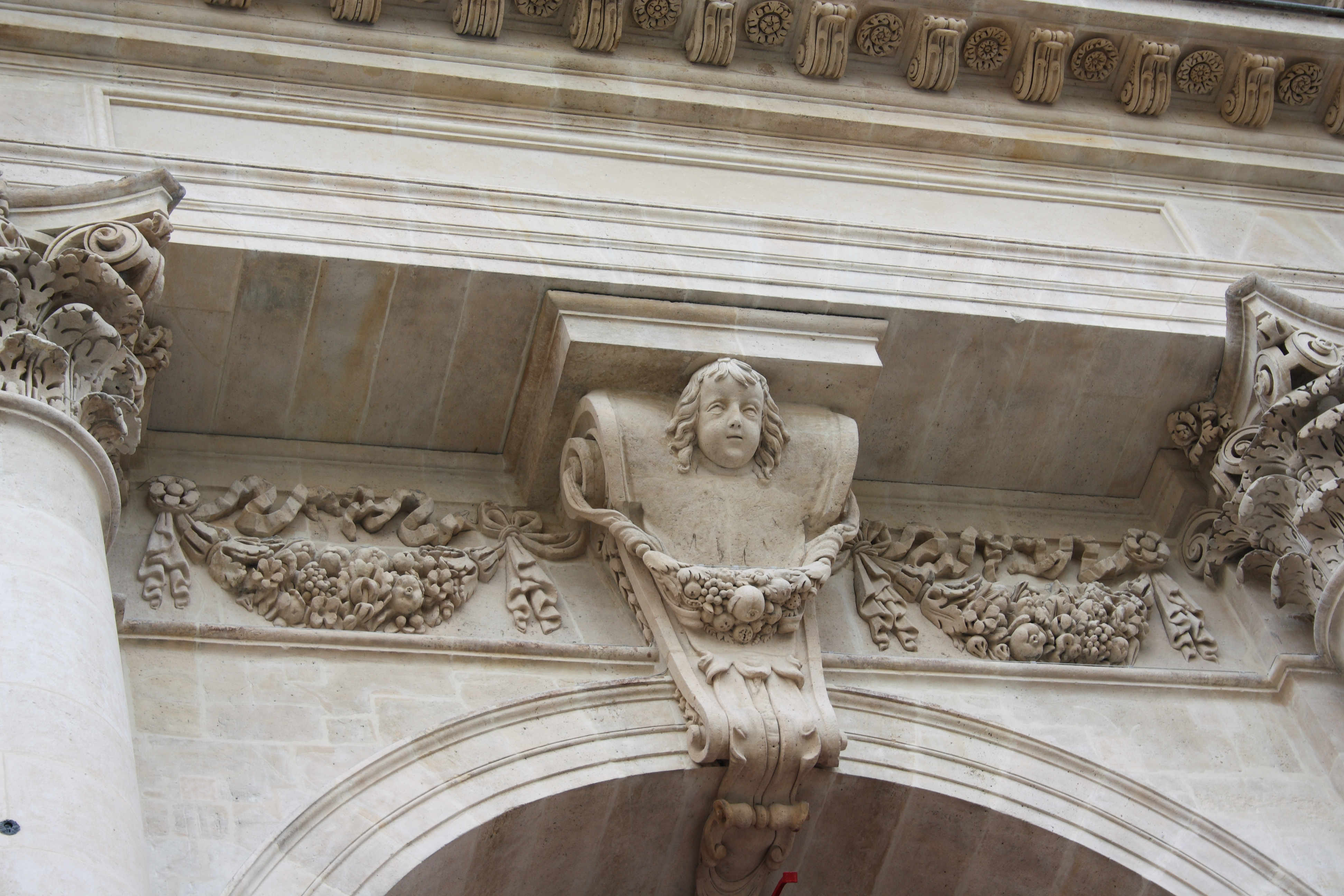
Фестоны архитектурного фриза. Церковь Сен-Поль-Сен-Луи, Париж
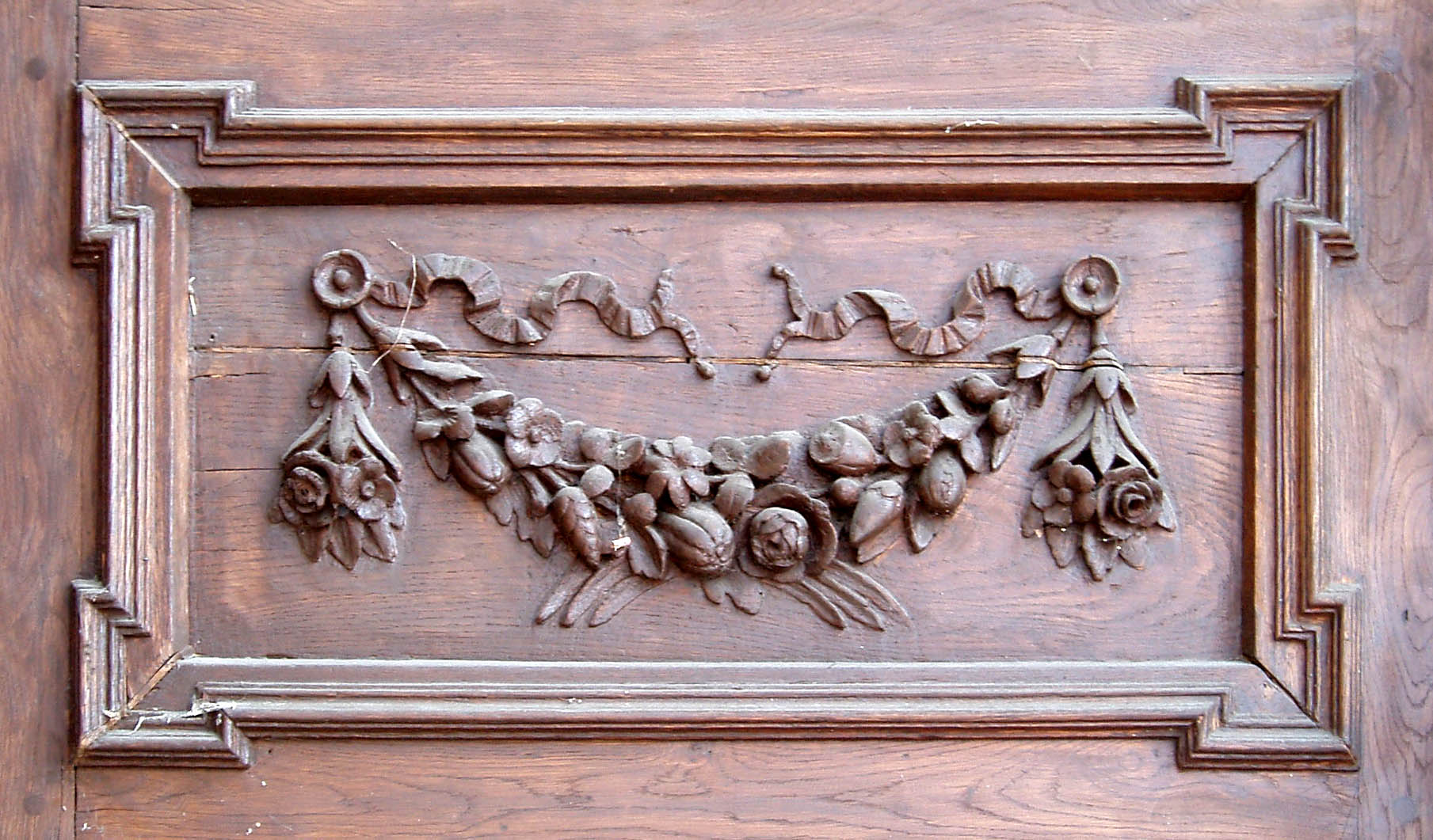
Фестон дверной филёнки. Львов
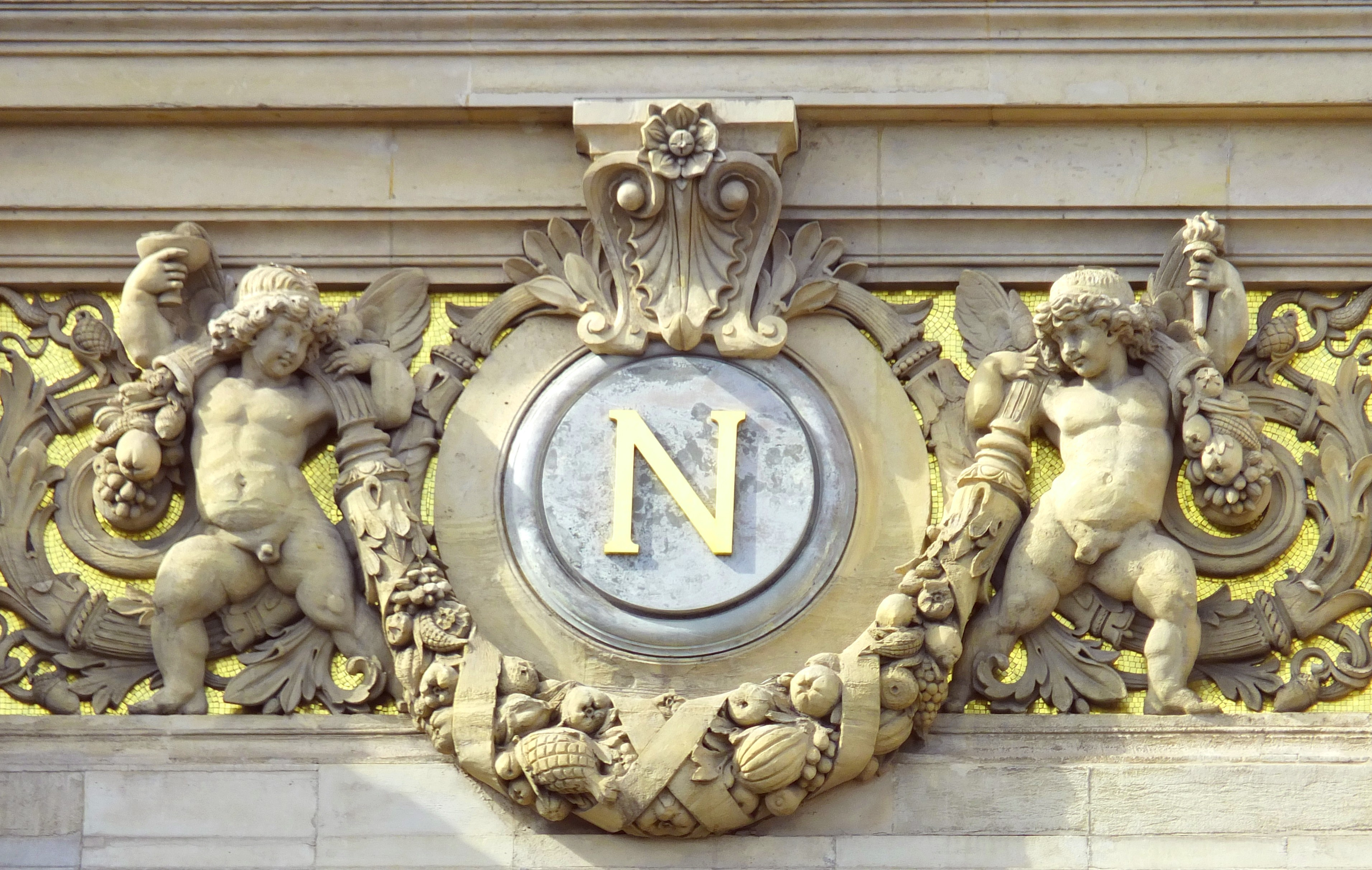
Фестон из овощей и фруктов. Опера Гарнье, Париж
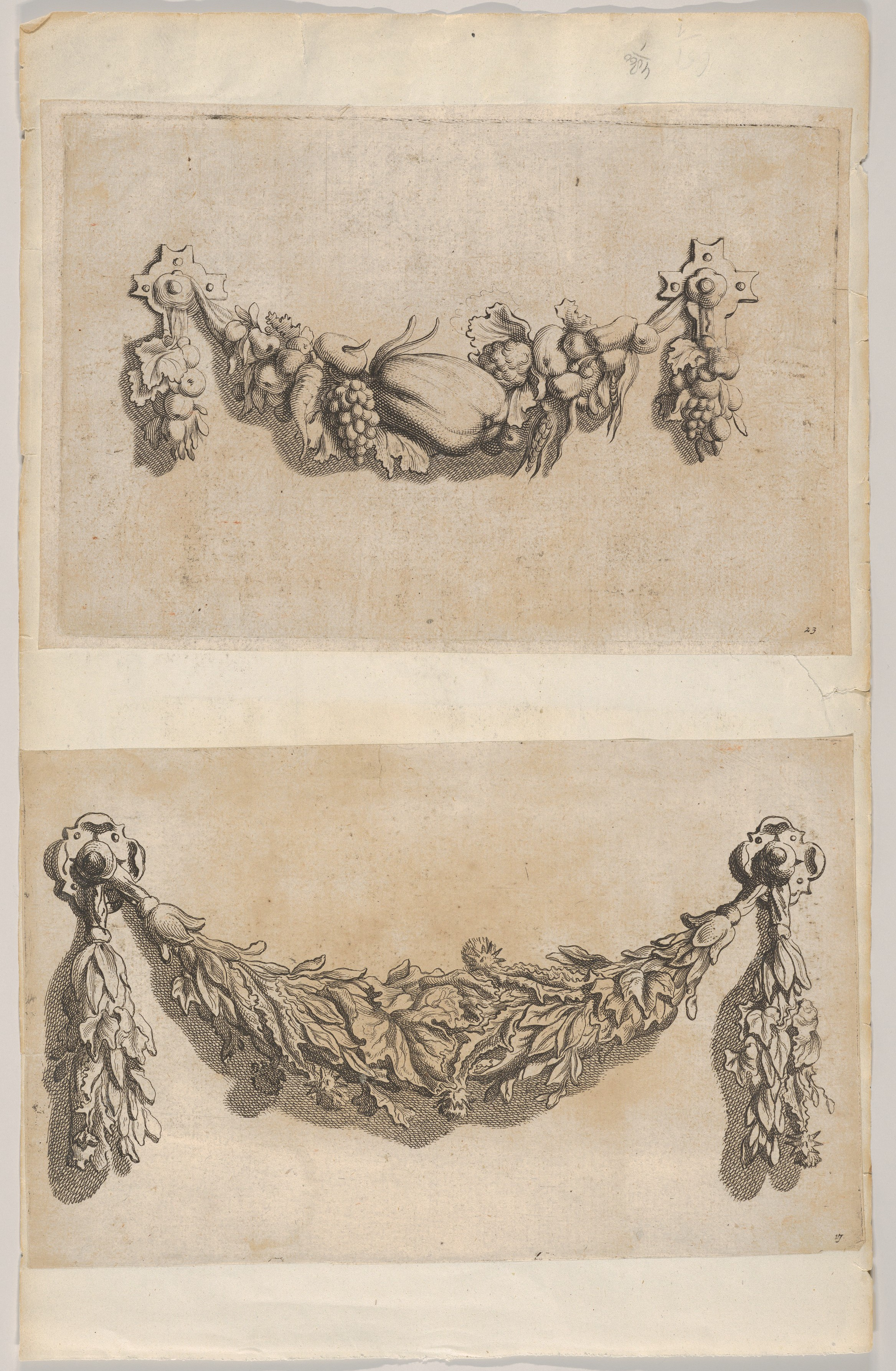
Я. ван Кампен, Ф. де Вит. Два фестона. 1694. Офорт
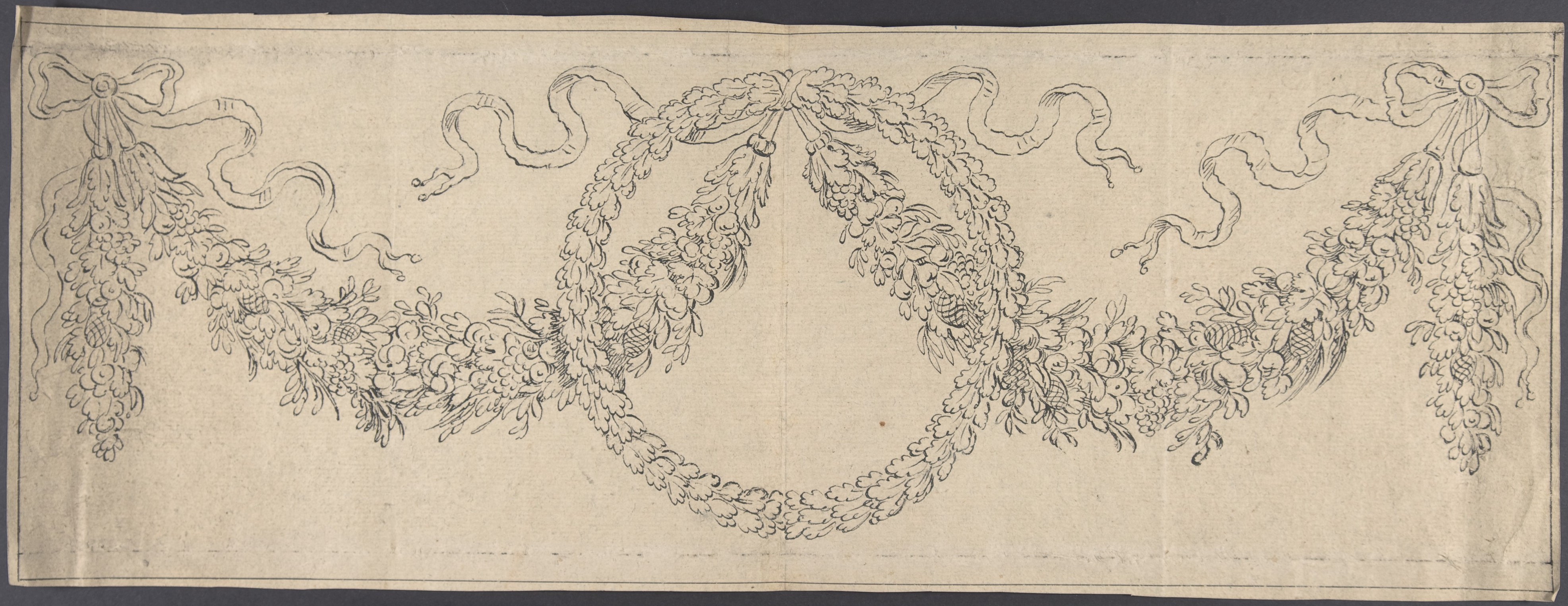
Венок и гирлянды. XVIII в. Бумага, перо, чернила